# Orožnova ulica (Maribor)

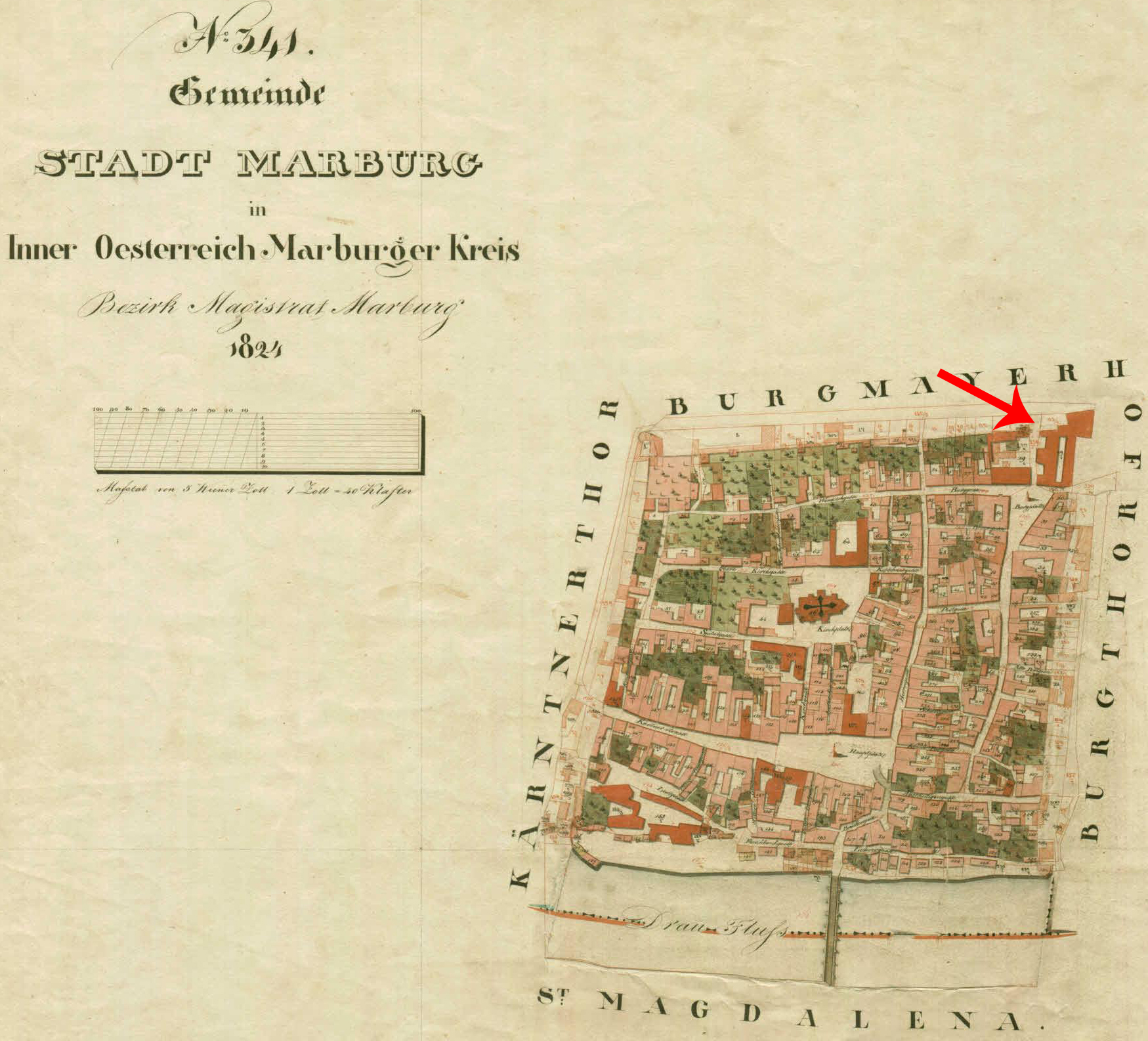
Spitalgasse (heutige Orožnova ulica) auf dem Stadtplan Maribor 1824. Gekennzeichnet: die Stadtburg

Ignaz Orožen (etwa 1893)

Orožnova ulica (Orožen-Gasse) ist der Name einer Straße in der Altstadt von Maribor, Slowenien. Sie ist benannt nach dem slowenischen Geistlichen und Historiker Ignac Orožen (1819–1900).

## Geschichte
Die Orožnova ulica umfasst den westlichen Teil der im Stadtplan von 1824 dargestellten Spitalgasse, später Pfarrhofgasse genannt.
Der Name Spitalgasse bezieht sich auf das im Jahr 1348 gegründete städtische Spital (Bürgerspital, Ecke Domgasse), dessen Bau aus dem Jahr 1793 mitsamt der anliegenden Heiliggeistkirche 1891 zugunsten des Neubaus der Hauptpost an der Ecke Poštna ulica (damals Domgasse), Slomškov trg abgerissen wurde.
Der Name Orožnova ulica ist bereits von 1918 bis 1941 dokumentiert. Die Straße wurde während der Besatzungszeit  von 1941 bis 1945 nach dem völkischen Autor und Priester Ottokar Kernstock Kernstockgasse genannt.

## Lage
Die Straße verläuft von der südwestlichen Ecke des Slomškov trg nach Westen bis zur Kreuzung Smetanova ulica und Strossmayerjeva ulica. 

## Abzweigende Straßen
Die Straße wird von der Gospejna ulica gekreuzt.

## Gebäude
- Kunstgalerie Maribor, Ecke Strossmayerjeva ulica